# Pseudouroctonus sprousei
Espèce
Pseudouroctonus sprousei est une espèce de scorpions de la famille des Vaejovidae.

## Distribution
Cette espèce est endémique du Coahuila au Mexique. Elle se rencontre à Zaragoza dans la grotte Cueva El Abra.

## Description
Le mâle holotype mesure 74,1 mm.

## Étymologie
Cette espèce est nommée en l'honneur de Peter Sprouse.

## Publication originale
- Francke & Savary, 2006 : « A new troglobitic Pseudouroctonus Stahnke (Scorpiones: Vaejovidae) from northern Mexico. » Zootaxa, no 1302, p. 21-30.